# Alpuech
Alpuech (okzitanisch: Alpuèg) ist eine frühere französische Gemeinde mit 70 Einwohnern (Stand: 1. Januar 2018) im Département Aveyron in der Region Okzitanien. Als Gemeinde gehörte sie zum Arrondissement Rodez und zum Kanton Aubrac et Carladez. Die Einwohner werden Alpuechois genannt.
Seit dem 1. Januar 2016 ist Alpuech Gemeindeteil der Commune nouvelle Argences en Aubrac.

## Geografie
Alpuech liegt etwa 51 Kilometer nordnordöstlich von Rodez. 

## Bevölkerungsentwicklung
| 1962                       | 1968 | 1975 | 1982 | 1990 | 1999 | 2008 | 2013 |
| -------------------------- | ---- | ---- | ---- | ---- | ---- | ---- | ---- |
| 155                        | 111  | 79   | 84   | 78   | 79   | 81   | 64   |
| Quellen: Cassini und INSEE |      |      |      |      |      |      |      |

## Sehenswürdigkeiten
- Kirche Saint-Martin aus dem 11. Jahrhundert, Monument historique seit 1979

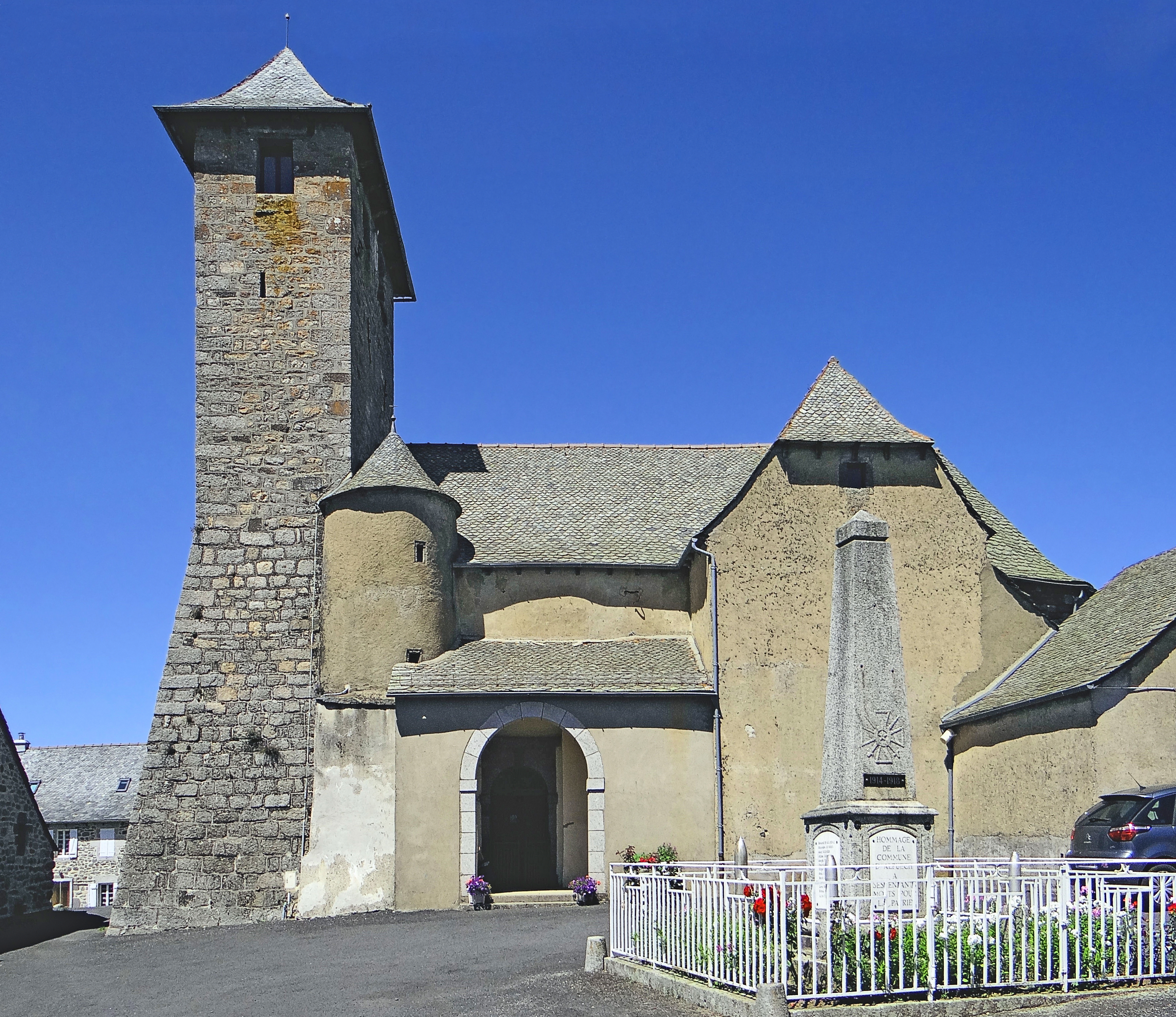
Kirche Saint-Martin